# FN Modelo 1910
La FN Modelo 1910 era una pistola semiautomática accionada por retroceso, diseñada por John Moses Browning y fabricada por la Fabrique Nationale d'Herstal, Bélgica.

## Desarrollo
La FN Modelo 1910 supuso un cambio para Browning. Anteriormente, sus diseños eran fabricados tanto en Europa como en los Estados Unidos, por la FN y Colt Firearms respectivamente. Ya que la Colt no quiso producirla, Browning eligió patentar y fabricar su diseño solamente en Europa. Introducida en 1910, esta pistola empleaba una novedosa ubicación del muelle recuperador, que rodeaba al cañón. Esta ubicación se convirtió en el estándar de futuras armas, tales como la Walther PPK y la Makarov rusa. Incorporaba el mecanismo Browning estándar de aguja lanzada y un seguro accionado por presión en la empuñadura, junto con un seguro para el cargador y una palanca de asegurado externa (conocidos como el "seguro triple"), en un conjunto compacto. Esta arma se había desarrollado alrededor de dos tipos de cartuchos, también diseñados por Browning, el 9 x 17 Browning, también conocido como .380 ACP (cargador de 6 cartuchos) y el 7,65 x 17 Browning o .32 ACP (cargador de 7 cartuchos), fue fabricada hasta 1983. 

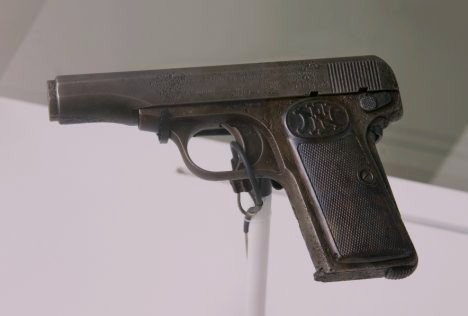
La FN Modelo 1910 de Gavrilo Princip.

Una FN M1910 con el número de serie 19074 y de calibre 9 mm Corto (las otras pistolas que fueron compradas para los miembros de la Mano Negra tenían los números de serie 19075, 19120 y 19126, respectivamente) fue la pistola empleada por Gavrilo Princip para asesinar al Archiduque Francisco Fernando y su esposa en Sarajevo el 28 de junio de 1914, provocando el inicio de la Primera Guerra Mundial. Varias fuentes anteriores erróneamente citaban a la pistola FN M1900 de 7,65 mm como el arma que usó Princip. Esto condujo a una confusión sobre el calibre de la pistola empleada en el magnicidio. Las cuatro pistolas habían sido vendidas y enviadas por FN Herstal a la armería M. Doucet, de Koksijde (Bélgica) el 3 de diciembre de 1913, armería en la que Rade Malobabić las había hecho comprar discretamente para introducirlas en Serbia. El 26 de mayo, las armas llegaron a manos de los jóvenes serbios que participarían en el atentado. Previamente, el mayor Vojislav Tankosić les había instruido en su manejo.

## Variantes
| Una variante de la pistola Modelo 1910 fue conocida como la Modelo 1922 o 1910/22. Esta era un modelo más grande, con un cañón y una corredera más largos y una empuñadura alargada para poder emplear un cargador de 8 cartuchos. Estaba dirigida a los contratos militares y policiales, produciéndose muchos ejemplares para diversas agencias. La FN Modelo 1910/1922 fue inicialmente diseñada para el "Reino de los Serbios, Croatas y Eslovenos" (que sería retitulado Yugoslavia en 1929). La FN Modelo 1910/1922 fue empleada por Yugoslavia, Holanda, Grecia, Turquía, Rumania, Francia, Dinamarca y posteriormente por Alemania Federal. |
| En 1955, la Browning Arms Company introdujo la pistola en el mercado estadounidense como la Modelo 1955. Hecha en Bélgica, este modelo era virtualmente idéntico al modelo europeo a excepción de los marcajes. Su importación cesó en 1968 debido a la aprobación de leyes sobre armas más estrictas en los Estados Unidos. Otra versión, la Modelo 1971, tiene una corredera y un cañón más largos, mecanismos de puntería ajustables y cachas tipo 'target' agrandadas. Estas características fueron introducidas para poder ajustarse al Acta de Control de Armas de 1968, que detuvo la importación del Modelo 1955.                           |